# Rhopalopterum soror
Rhopalopterum soror är en tvåvingeart som först beskrevs av Macquart 1851.  Rhopalopterum soror ingår i släktet Rhopalopterum och familjen fritflugor. Inga underarter finns listade i Catalogue of Life.